# Baguazhang estilo Yin
Baguazhang estilo Yin (尹氏八卦掌) é um estilo da arte marcial de origem chinesa baguazhang criado pelo Mestre Yin Fu

## Características
No baguazhang estilo Yin, a forma da palma, a postura básica do corpo e a maneira de andar em círculo é distinta da adotada em outros estilos desta arte.
Neste estilo, a prática de baguazhang é realizada segundo uma forma que se divide em oito seções, cada uma composta por oito sequências de mutações de palmas.
A sequência completa de sessenta e quatro mutações de palmas é realizada durante o andar em círculo, segundo uma correspondência com a ordem de apresentação mais comum dos sessenta e quatro hexagramas do I Ching. 

## Linhagem
- Dong Haichuan
  - Yin Fu
    - Yin Yuzhang
      - Wang Fu

    - Ma Gui
    - Li Yongqing
    - Cao Zhongsheng
      - Chi Shixin

    - Men Baozhen
      - Xie Peiqi
        - He Jinbao

    - Gong Baotian
      - Gong Baozhai
      - Wang Zhuangfei
      - Liu Yunqiao